# هيكتور كاماتشو
هيكتور كاماتشو (بالإنجليزية: Héctor Camacho) مواليد 24 مايو 1962 في بايامون، بورتوريكو - الوفاة 24 نوفمبر 2012 في سان خوان، بورتوريكو، كان ملاكم أمريكي سابق صنّف ضمن فئة الوزن المتوسط. حقق بطولة المجلس العالمي للملاكمة وبطولة منظمة الملاكمة العالمية.

## إحصائيات
خاض خلال مسيرته 88 نزالا، فاز في 79 وتعادل في 3 وخسر في 6. فاز بالضربة القاضية في 45 نزالا.

## روابط خارجية
- هيكتور كاماتشو على موقع IMDb (الإنجليزية)
- هيكتور كاماتشو على موقع قاعدة بيانات الفيلم (الإنجليزية)
- هيكتور كاماتشو على موقع بوكس ريك (الإنجليزية) (registration required)